# Tjederia brevicornis
Tjederia brevicornis là một loài côn trùng trong họ Nemopteridae thuộc bộ Neuroptera. Loài này được Mansell miêu tả năm 1981.